# Glaucopsyche piasus
Glaucopsyche piasus, hay gọi là Arrowhead Blue là một loài bướm ngày tây Bắc Mỹ thuộc họ Lycaenidae. Nó là loài địa phương, và nó ăn prairie, woodland, và woodland edges and trails.

## Hình ảnh

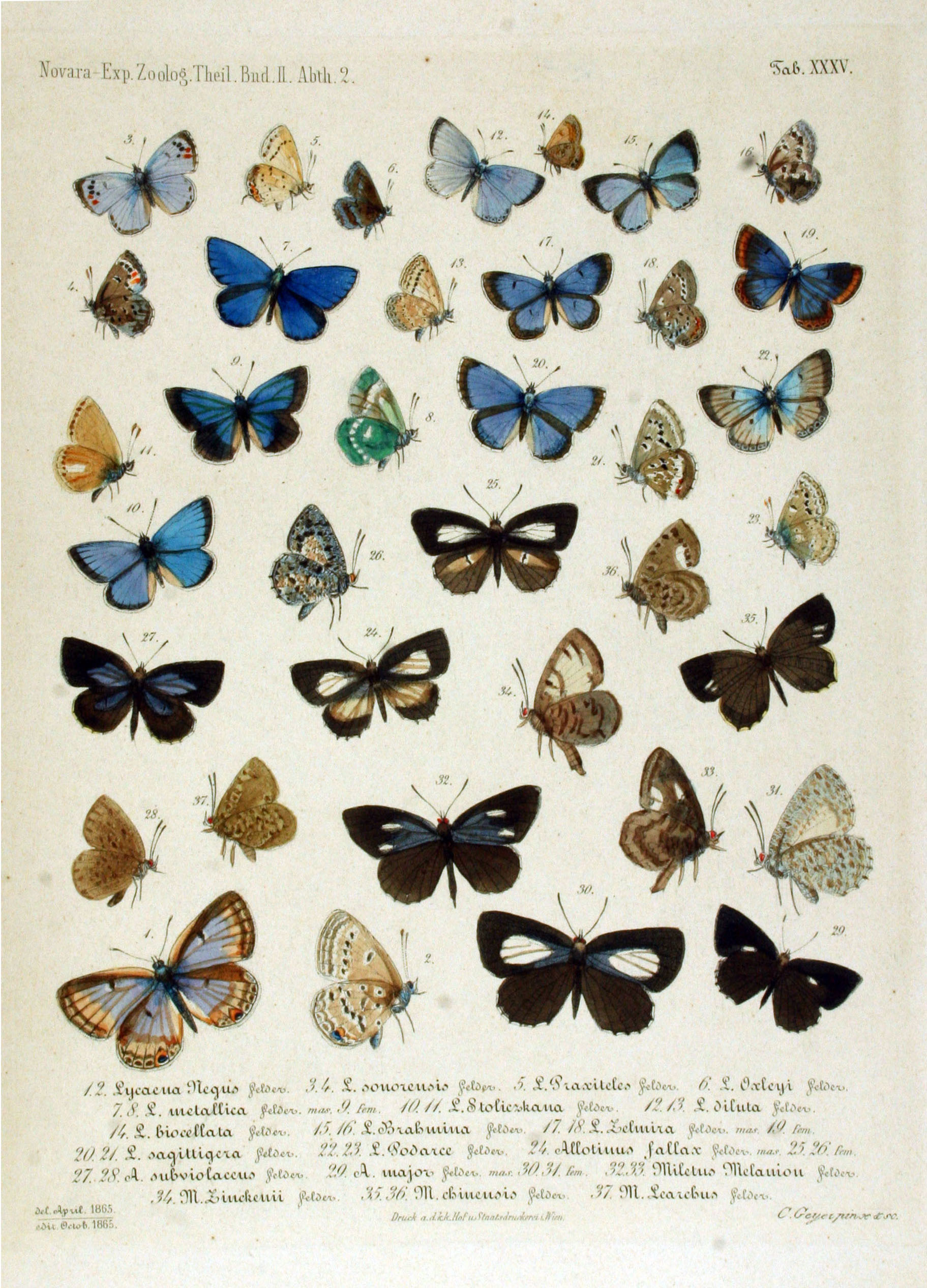